# Сирия Палестинская

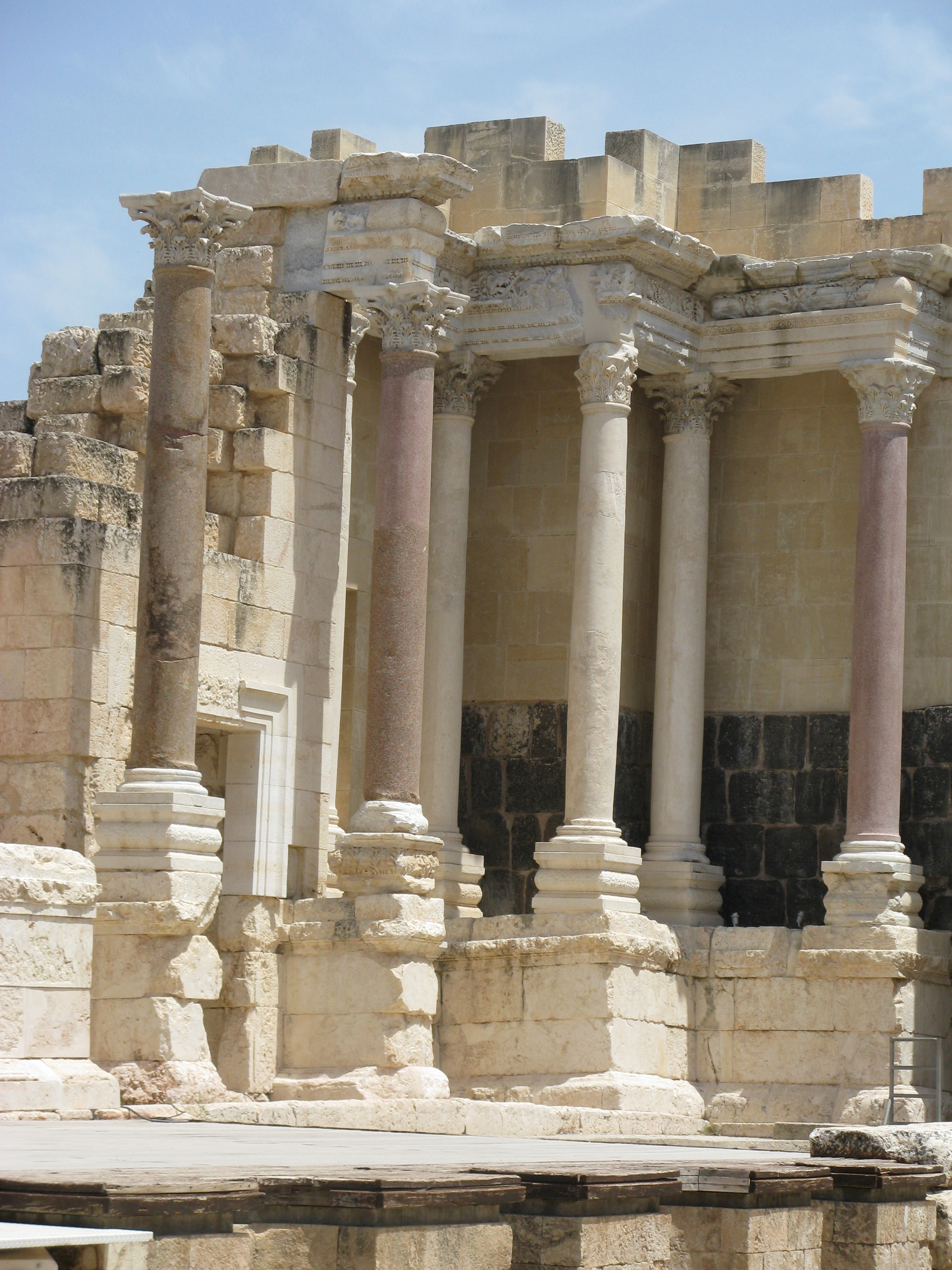
Руины скифопольского амфитеатра

Сирия Палестинская (лат. Syria Palaestina, др.-греч. Συρία ἡ Παλαιστίνη) — римская провинция, образованная на месте провинции Иудея после подавления восстания Бар-Кохбы в 135 году. Просуществовала до конца IV века, после чего была поделена на три Палестины (Прима, Секунда и Терция). Столицей провинции оставался город Кесария, который превратился в важный христианский центр (здесь жил Ориген и Евсевий Кесарийский). Время существования Сирии Палестинской, как римской провинции, было одним из периодов существования Римской Палестины.
Впервые словосочетание «Сирия Палестинская» встречается ещё у греческого историка Геродота (V век до н. э.).

## История
Римский император Адриан подавил в 135 году н. э. восстание евреев против Рима под предводительством Бар-Кохбы. Он изменил название Иерусалима на «Элия Капитолина» и приказал всю территорию между Средиземным морем и рекой Иордан называть Сирия Палестинская — «Syria Palaestina» (латинский вариант греческого названия).
Римские власти проводили политику эллинизации региона, строя амфитеатры, термы, акведуки. Слово Иудея и Иерусалим больше не встречались в документах того времени. На месте разрушенного Иерусалима император Адриан построил римский город Элия Капитолина, в центре которого был возведён храм Юпитера. Были построены такие города как Елевферополь и Никополь.
В период 260 — 273 годов н. э. была частью сепаратистского государства Пальмирское царство в Римской империи после поражений императора Валериана, вплоть до войны с императором Аврелианом, который вернул утраченные территории и разрушил Пальмиру.
Христианский религиозный интерес к провинции сильно возрос после паломничества святой Елены (матери императора Константина) в 326 — 328 годах, которая по преданию приказала разрушить храм Венеры и нашла на этом месте три креста.
В 390 году Сирия Палестинская была разделена в Византийской империи на Палестину I (Палестина Прима — Иудея и Самария с центром в Кейсарии), Палестину II (Галилея с центром в Скифополе) и Палестину III (Идумея с центром в Петре).
В VII веке была завоёвана арабами. Арабские завоеватели с 638 года называли страну «Фаластын» в качестве арабской формы названия «Палестина».